# Блазновка
Блазновка (Спасовка) — река в России, протекает по Лесному району Тверской области.
Устье реки находится в 37 км по левому берегу реки Сарагожа. Длина реки составляет 13 км.
У истоков реки стоят деревни Мартышово Лесного сельского поселения и Пенякино Сорогожского сельского поселения, ниже река протекает через деревню Спирово Лесного сельского поселения.

## Данные водного реестра
По данным государственного водного реестра России относится к Верхневолжскому бассейновому округу, водохозяйственный участок реки — Молога от истока и до устья, речной подбассейн реки — Реки бассейна Рыбинского водохранилища. Речной бассейн реки — (Верхняя) Волга до Куйбышевского водохранилища (без бассейна Оки).
Код объекта в государственном водном реестре — 08010200112110000006160.

## Топографические карты
- Лист карты O-36-71 Ореховно. Масштаб: 1 : 100 000. Состояние местности на 1982 год. Издание 1986 г.
- Лист карты O-36-72 Лесное. Масштаб: 1 : 100 000. Состояние местности на 1975 год. Издание 1978 г.